# Kapan An
Il Kapan An (in macedone Капан ан?) è un caravanserraglio ottomano di Skopje, capitale della Macedonia del Nord. Si trova nel cuore del quartiere del vecchio bazar. Il nome kapan viene dalla parola turca kabban, ovvero sia il dispositivo impiegato per pesare la merce venduta.

## Storia e descrizione
La data esatta della sua costruzione non è nota, sebbene risulti già esistente nel 1467, si conosce tuttavia il suo committente: il dignitario ottomano Isa-Beg Isaković. La sua funzione non era solo quella di locanda per i mercanti e le loro carovane, ma anche quello di magazzino per le merci. Nel lato est dell'edificio sorgeva una stalla. Nel corso della sua lunga storia il caravanserraglio ha subito numerosi danneggiamenti dovuti ad incendi e terremoti, in particolare quello del 1963. Oggigiorno ospita ristoranti e negozi d'artigianato.
Il caravanserraglio si presenta come una struttura a due piani, caratterizzata da un cortile centrale sul quale si affacciano le stanze, venti al piano terra e ventiquattro su quello superiore. I materiali impiegati nella costruzione sono pietre e mattoni, mentre le colonne che sorreggono la balconata interna del cortile sono il legno.